# Saint-Lumine-de-Clisson
Saint-Lumine-de-Clisson is een gemeente in het Franse departement Loire-Atlantique in de regio Pays de la Loire. De plaats maakt deel uit van het arrondissement Nantes. Saint-Lumine-de-Clisson telde op 1 januari 2022 2.118 inwoners.

## Geografie
De oppervlakte van Saint-Lumine-de-Clisson bedroeg op 1 januari 2022 18,26 vierkante kilometer; de bevolkingsdichtheid was toen 116 inwoners per km².

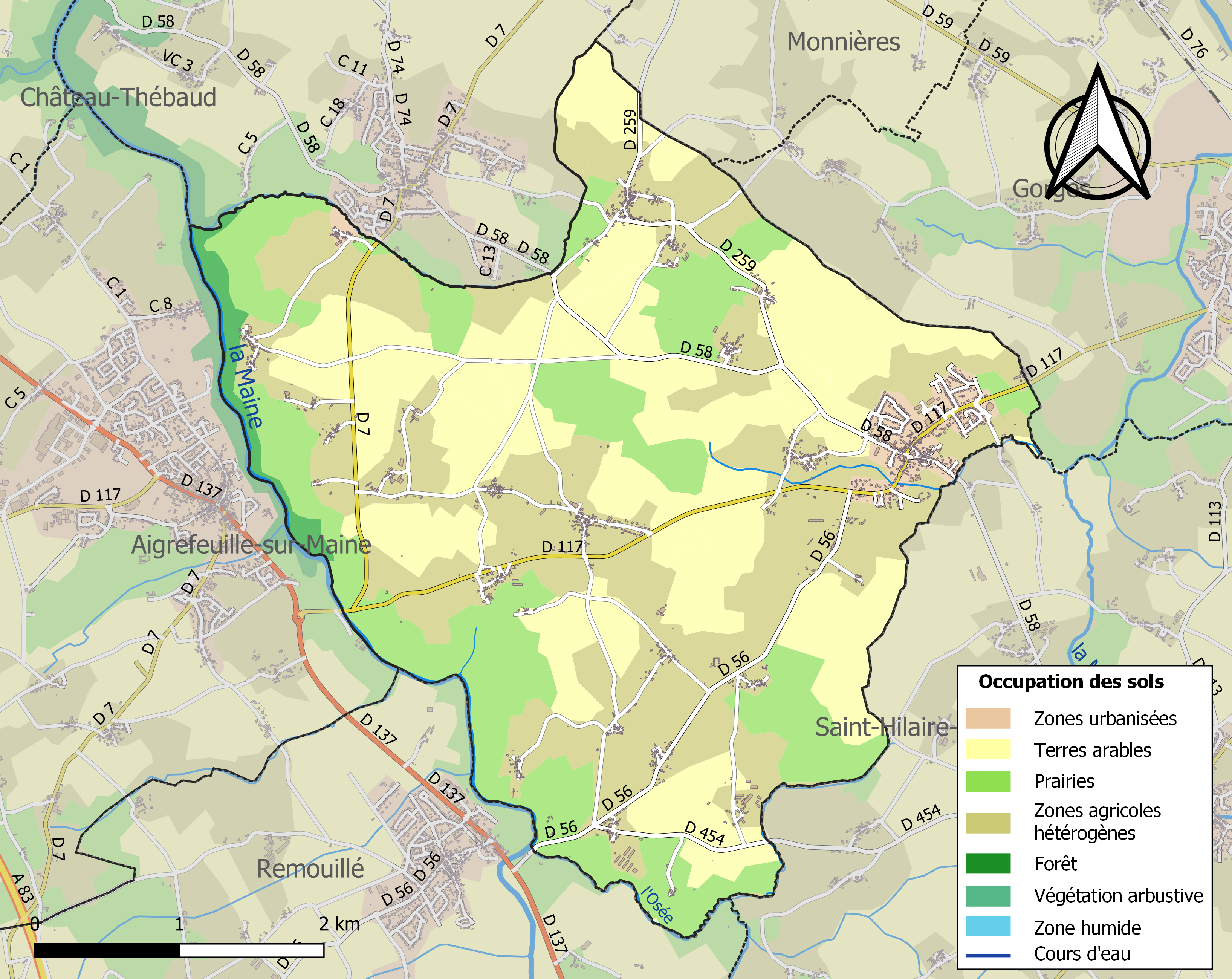
Kaart van de gemeente met de belangrijkste infrastructuur, bodemgebruik en omliggende gemeenten

## Demografie
Onderstaande figuur toont het verloop van het inwonertal (bron: INSEE-tellingen).